# La Nación (Ecuador)
La Nación es un periódico ecuatoriano fundado por Juan Bautista Elizalde Pareja y publicado en la ciudad de Guayaquil desde el 1 de marzo de 1879. Se creó con talleres propios y fue el primer periódico en venderse, en Guayaquil, con voceadores.